# Bundesautobahn 952
La Bundesautobahn 952, abbreviata anche in A 952, è una autostrada tedesca della lunghezza di 5 km che collega l'autostrada A 95 con Percha.
Il suo percorso si snoda interamente in Baviera.

## Percorso
| A 952 |           |                         |     |                |                |
| Tipo  | n° uscita | Indicazione             | km  | Corrispondenze | Strada europea |
|       | 1         | Confluenza di Starnberg | 0,0 |                |                |
|       | 2         | Percha                  | 4,5 |                |                |